# Hueikaeana alia
Hueikaeana alia är en insektsart som beskrevs av Andrej Vasiljevitj Gorochov 2004. Hueikaeana alia ingår i släktet Hueikaeana och familjen vårtbitare. Inga underarter finns listade i Catalogue of Life.